# Anders Yman
Anders Yman, född 26 november 1805 i Öja, Kronobergs län, död i maj 1831 i Bologna, var en svensk filosofie magister och tecknare.
Ymans föräldrar härstammade från en fattig bondsläkt men genom olika uppoffringar kunde de låta sin son studera vid Uppsala där han blev student 1825 och fil. mag. 1830. För sin hälsas skull reste han med understöd av kronprins Oskar och blev kastell vid prins Oskars slott i Bologna 1830. Vid sidan av sina studier och andra åtaganden var han verksam som tecknare.